# Justin Salmon
Justin Salmon, född 25 januari 1999, är en svensk-liberiansk fotbollsspelare som spelar för norska Egersund. Salmon har en pappa med ursprung från Liberia och har sedan 2021 representerat landet på landslagsnivå.

## Karriär
I juli 2021 värvades Salmon av Degerfors IF, där han skrev på ett 2,5-årskontrakt. I mars 2024 värvades Salmon av norska Egersund, där han skrev på ett tvåårskontrakt.